# Lumby Kirke
Lumby Kirke er en kirke i Lumby Sogn i Odense Kommune. Dens ældste dele er formentlig fra 1200-tallet, og sognet er omtalt allerede 1231 i Kong Valdemars Jordebog, hvor det tilhørte kongens fædrene gods. Godset nedarvedes til Valdemar Sejrs nevø, Otto af Braunschweig-Lünenburg, og da hans arvingers salg af godset blev stadfæstet 1300, er det nævnt, at godset også omfattede "det der på folkesproget kaldes kirkelen", altså formentlig patronatsretten. Det kom tilsyneladende tilbage til Kronen 1357 og lå sidenhen til Næsbyhoved.
1685 afhændede Kronen patronats- og kaldsretten til Christoffer Sehested til Nislevgård. Da denne herregård 1752 blev indlemmet i Stamhuset Ravnholt, kom kirken i dettes eje, og forblev knyttet til denne herregård indtil overgangen til selveje 20. december 1909.

## Bygning
Kirken er i sin kerne en romansk kampestensbygning, der bestod af et ret lille skib og et smallere kor. Af denne bygning er dele af skibets langmure bevaret og tjener i dag som kirkens kor.
I løbet af middelalderen blev et nyt skib og tårn opført vest for det romanske skib. Begge dele er udført i munkesten i polsk skifte. Da disse bygningsdele stod færdige - eller næsten færdige - blev både det gamle kor og den østligste del af det gamle skib nedrevet, og ved at føje en apside til den del, der blev bevaret, blev dette omdannet til kirkens ny kor. Denne løsning kendes også fra blandet Jelling Kirke. Samtidig blev der indsat hvælv i det nyindrettede kor.
Skibets hvælv er indsat i 1800-tallet og erstattede et fladt loft.

## Kalkmalerier
1958 fandt man senmiddelalderlige figurmalerier på skibets nordmur, en ornamental udsmykning af korets hvælv og syv indvielseskors rundt om i kirken. Kalkmalerierne på skibets nordmur stammer formentlig fra 1450-75 og omfatter seks scener af Lidelseshistorien samt en helgenlegende. Scenerne skal læses fra vest mod øst og omfatter: Sankt Katharinas legende, Korsbæringen, Tornekroningen, Bespottelsen, og endelig Korsfæstelsen flankeret af Hudflettelsen og (måske) Bønnen i Getsemane Have.

## Inventar
Kirkens ældste inventarstykke er korbuekrucifikset fra o. 1250-75. De to klokker er ligeledes middelalderlige, henholdsvis fra 1300-tallet og støbt af Anders Lavrsøn og støbt 1491 af Peter Hansen fra Flensborg. Alterpanelet er fra o. 1600 og bærer rester af en såkaldt masurådring (imitation af årringsmønstre). Det formentlig nederlandske dåbsfad blev anskaffet 1669/70, mens alterkalken er udført af Jesper Hansen Rust og blev erhvervet 1683/84. Den ældste lysekrone blev skænket af skipper Jørgen Madsen, Stige, før 1702.
Kirkens døbefont er skåret af træ omkring 1865, og altertavlen er fra 1870 til det lidt ældre altermaleri af Den Velsignende Kristus, der blev malet 1856 af F. L. Storch. En ældre, illusionistisk malet altertavle fra 1728, blev skænket af kirkeejerne Christian Sehested og Charlotte Amalie Gersforff, og er nu i Odense Bys Museer. Ved en nyindretning af kirken 1910 blev anskaffet den nyromanske døbefont, prædikestolen og stolestaderne.

## Gravminder
Der er bevaret tre gravsten fra 1700-tallet i kirken, der alle er skriftsten. To ens sten af rød kalksten er lagt over ægteparret Karen Christensdatter Morland, død 1752, og sognepræst Anders Barfoed, død 1761. Den yngste er lagt 1785 over skipper Anders Jensen.

## Det nedlagte Hellig Trefoldighedskapel i Stige
Et Trefoldighedskapel er omtalt første gang 1509 og blev nedlagt 1545. Det var et populært valfartskapel, som blandt andet dronning Christine besøgte i 1521. Dets præcise beliggenhed kendes ikke, men det gik også under navnet "Kluset" og skal uden tvivl findes i ejerlavet af samme navn; mest sandsynligt nok nær landevejen nordvest for broen over Stavis Å.

## Galleri
- Lumby Kirke fra syd
- Lumby Kirke fra øst
- Lumby Kirkes Tårn
- Lumby Kirkes ældste klokke fra 1300-tallet støbt af Anders Lavrsøn

## Eksterne kilder og henvisninger
- Lumby Kirke hos KortTilKirken.dk